# Martin Cross
Pour les articles homonymes, voir Cross.
Martin Cross, né le 19 juillet 1957 à Londres, est un rameur d'aviron britannique.

## Palmarès

### Jeux olympiques
- 1980 à Moscou
  -  Médaille de bronze en quatre sans barreur
- 1984 à Los Angeles
  -  Médaille d'or en quatre barré[1]

### Championnats du monde
- 1978 à Karapiro
  -  Médaille de bronze en quatre sans barreur